# Polizia in borghese
Un agente di polizia in borghese, anche noto come agente in incognito, agente in borghese o poliziotto in borghese, è un agente o un ufficiale appartenente a un corpo di polizia, civile o militare che sia, che opera senza indossare la divisa d'ordinanza.
Vengono identificati come agenti di polizia in borghese anche gli operatori di una forza di polizia che agiscono al di fuori del proprio turno di servizio.

## Caratteristiche
La caratteristica fondamentale degli operatori dei servizi di polizia in borghese è l'uso di vesti civili durante il servizio. Gli agenti in borghese vengono impiegati in pedinamenti, infiltrazioni in organizzazioni criminali e pattugliamenti.
In molti ordinamenti, come quello britannico e quello italiano, gli agenti in borghese sono obbligati a mostrare la placchetta o il tesserino identificativo prima di poter agire.

### Auto in borghese
Un'auto in borghese è un'auto della polizia priva di segnaletica e luci di emergenza facilmente visibili o montate sul tetto. Questo tipo di vettura è comunemente chiamato "auto civetta". L'auto civetta viene generalmente utilizzata per diversi scopi, come il pattugliamento standard o l'applicazione del traffico, fino alle operazioni di puntura e al lavoro investigativo. Il vantaggio di mezzi simili è quello di non essere immediatamente riconoscibili e in generale utilizzano normali targhe civili.

## Nel mondo

### Italia
Una sentenza della Corte di Cassazione del 2022 ha confermato che si configura il reato di resistenza a pubblico ufficiale anche qualora l'agente sia in borghese, perché considerato "in servizio permanente", sebbene vi sia l'obbligo di identificarsi al momento di impartire un ordine al cittadino. Sempre per la stessa sentenza, gli agenti in borghese appartenenti alla Polizia di Stato, ai Carabinieri e alla Guardia di Finanza possono stabilire multe per violazioni del codice della strada. Vi sono poi ulteriori obblighi per gli agenti in borghese.
Di recente istituzione è la sezione falchi della polizia di stato della squadra mobile, o “squadra antiscippo”, per la prevenzione della criminalità diffusa, che operano in veste civile a bordo di motociclette.